# Claopodium kiusiense
Claopodium kiusiense är en bladmossart som beskrevs av Kyuichi Sakurai 1932. Claopodium kiusiense ingår i släktet Claopodium och familjen Thuidiaceae. Inga underarter finns listade i Catalogue of Life.